# Катарина Грујић
Катарина Грујић (Београд, 20. мај 1992) српска је певачица. Славу је стекла учешћем у музичком такмичењу Звезде Гранда.

## Живот и каријера

### 1992—2011: Ранији живот
Катарина Грујић рођена је 20. маја 1992. године у Београду. Завршила је приватну гимназију и Факултет медија и комуникација на универзитету Сингидунум.

### 2012—2017: Почетак каријере и синглови
Катарина Грујић је 2012. године учествовала у музичком такмичењу Звезде Гранда, где је освојила осмо место. Прва песма коју је снимила — „Једно ђубре обично” — постала је један од запаженијих хитова 2013. године, постигавши успех мерен прегледима на платформи YouTube.
Већ наредне године, Грујићева је објавила другу песму у каријери, названу „Лутка”. Њу је пратио и видео-спот у којем Катарина замишља емотивну превару са својим батлером. Сингл „Лутка” био је један од већих поп-фолк хитова 2014. године. За ову песму добила је награду „Београдски победник” за хит године. Сингл „Грешка” из 2015. године поновио је успех претходних песама. У октобру 2016. године, певачица је представила четврти по реду сингл, Другови, који су написали Дамир Хандановић и Марина Туцаковић. Новембра исте године најавила је свој деби албум. Као и сваке године што Грујићева избаци по један сингл, на лето 2017. је избацила песму „Параноичан” — која је постала популарна међу слушаоцима млађе генерације.
Катарина 1. септембра 2013. године улази у ријалити-шоу Фарма, где ступа у емотивну везу са стоматологом Борисом Стаменковићем. Избачена је 119. дана, само дан пред финале ријалити-шоуа.

### 2018—данас:Јача доза мене
У марту 2018. године, објављује песму „Нисам као друге” која за веома кратко време броји милионске прегледе на платформи YouTube, а затим сваке недеље избацује по једну песму. Све композиције истичу женску тематику. Тачније, доста текстова обрађује проблем превара, положаја жене, патњу и све остало што иде уз љубавне проблеме. Музику за већину песма радио је Дамир Хандановић, осим песама „Рођена за бол”, „Док мирно спаваш” и „Краљица” за које су музику радили Срђан Јовановић, Благоје Меловић и Кристијан Јовановић, а текстове су писали Марина Туцаковић, Јелена Трифуновић, Дивна Миловановић, Благоје Меловић и остали текстописци. Исте године, избацују дебитантски албум, Јача доза мене.
Почетком 2020. године, у емисији Премијера најавила је да ради на другом студијском албуму, који би требало да изађе исте године.

## Дискографија

### Албуми
| Година | Назив          | Издавач |
| ------ | -------------- | ------- |
| 2018.  | Јача доза мене |         |

### Синглови
- Једно ђубре обично (2013)
- Лутка (2014)
- Грешка (2015)
- Другови (2016)
- Параноичан (2017)
- Вино по вино (дует са МС Огњеном) (2017)
- Bonjour (дует са Шаком Полументом) (2018)
- Напад панике (2019)
- Дим (дует са Фатмиром Сулејманијем) (2023)
- Песма за бакшиш (2024) са Огњеном Амиџићем
- Наплатићу ти све (2024)

#### Видео-спотови
| Видео-спот       | Година | Режисер             |
| ---------------- | ------ | ------------------- |
| Лутка            | 2014   | Андреј Илић         |
| Грешка           | 2015   | TOXIC ENTERTAINMENT |
| Другови          | 2016   | Љуба                |
| Параноичан       | 2017   | Љуба                |
| Нисам као друге  | 2018   | SILVER PRODUCTION   |
| Ти и ја          | 2018   | SILVER PRODUCTION   |
| Комотно          | 2018   | SILVER PRODUCTION   |
| Јача доза мене   | 2018   | TOXIC ENTERTAINMENT |
| Емотивно дно     | 2018   | Љуба                |
| Рођена за бол    | 2018   | TOXIC ENTERTAINMENT |
| Док мирно спаваш | 2018   | TOXIC ENTERTAINMENT |
| Краљица          | 2018   | TOXIC ENTERTAINMENT |
| Bonjour          | 2018   | Харис Дубица        |
| Напад панике     | 2019   |                     |
| Туђа             | 2019   | Љуба                |
| Мушка курва      | 2020   | Миомир Илић         |
| Нећу да се мувам | 2020   | Миомир Илић         |
| Брат             | 2021   | SD Production       |
| Мамио            | 2022   | TOXIC ENTERTAINMENT |
| Дим              | 2023   | TOXIC ENTERTAINMENT |
| Наплатићу ти све | 2024   | Миомир Илић         |
| Ниједна као ја   | 2024   | Миомир Илић         |